# Gertrud Elisabeth Geissler

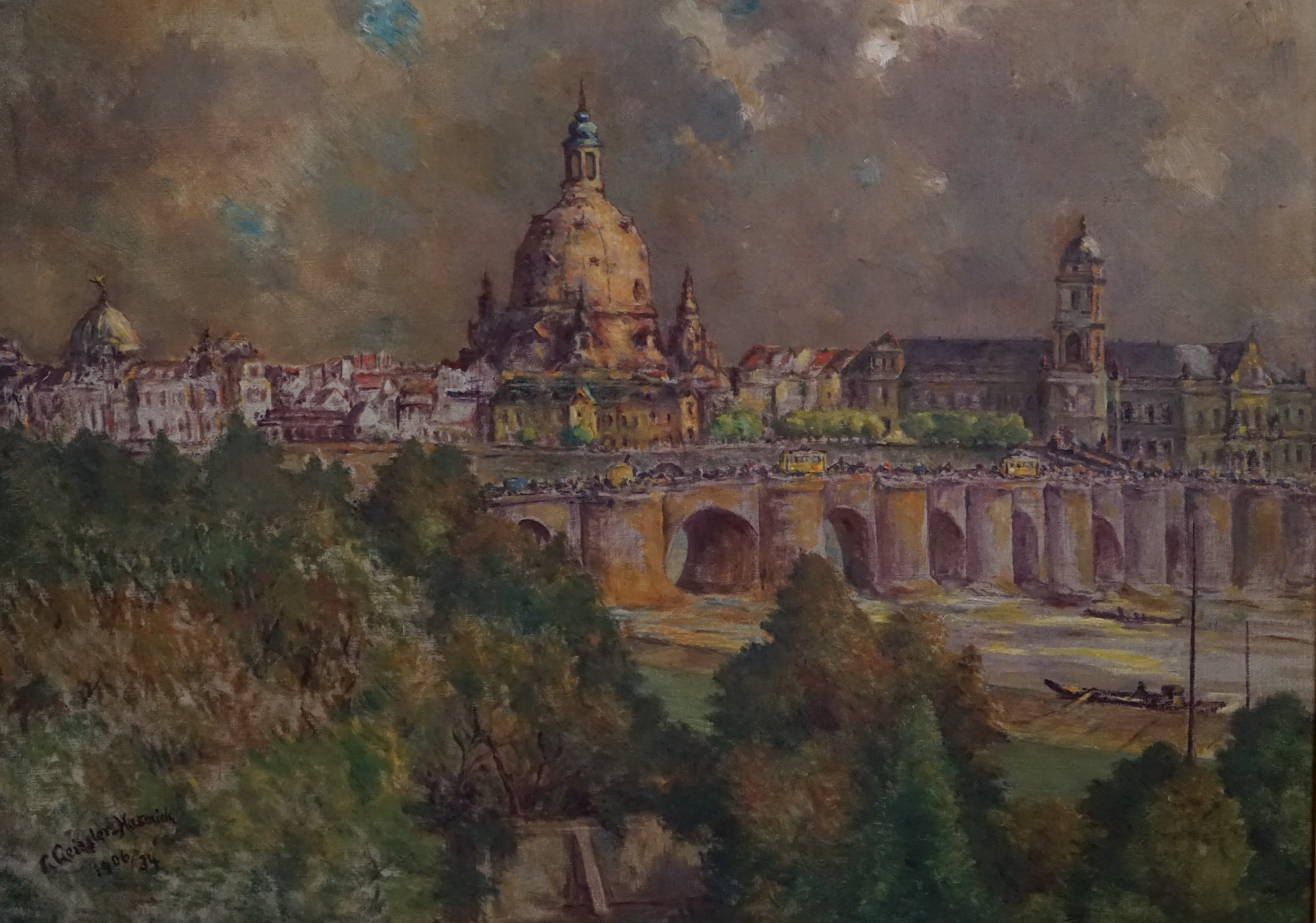
Dresden, gemalt von G. E. Geissler-Haserick

Gertrud Elisabeth Geissler (* 3. September 1875 in Meerane in Sachsen; † 2. September 1951 in Leipzig; Geburtsname: Gertrud Elisabeth Geissler-Haserick) war eine deutsche Kunstmalerin. Sie ist Mitbegründerin des Ortsverbandes Dresdner Künstlerinnen und war bis 1929 Mitglied.

## Leben
Gertrud Geissler-Haserick wurde als Tochter von Paul Ehregott Arthur Geissler (16. August 1832 – 5. Februar 1902) und Alma Henriette Müller (15. Mai 1847 – 16. Juli 1929) geboren.
Sie studierte an der Kunstakademie in Dresden bei Gustav Adolf Thamm. Sie fertigte unter anderem Gemälde mit Motiven von Dresden und den Elbauen. 1908 wurden Gemälde von Geissler in der Großen Dresdner Kunstausstellung ausgestellt. Zahlreiche Werke befinden sich heute in Familienbesitz. Sie war Mitglied der Dresdner Kunstgenossenschaft, der Allgemeinen Deutschen Kunstgenossenschaft, des Dresdner Zeichenlehrervereins und Schriftführerin im Bund deutscher und österreichischer Künstlerinnen.
Gertrud Geissler-Haserick fertigte auch grafische Arbeiten zur Festung Königstein und sie gestaltete den Buchschmuck zum Buch Festung Königstein: Bilder und Erinnerungen.
Ihre große Leidenschaft war die Erforschung der Familie Haserick. Sie kaufte die Grabstelle der Stammeltern Christian David Haserick und Justine, geb. Knoefler auf dem Friedhof zu Altenburg/Thüringen. Dort ist sie auch begraben worden. Die von ihr erstellte Familienchronik konnte wiedergefunden werden. Nachlässe von ihr befinden sich im Staatsarchiv Altenburg in Thüringen.
Am Ende ihres Lebens verbrachte Gertrud Geissler-Haserick viele Jahre noch im Marienstift Schönefeld zu Leipzig.